# Pomor

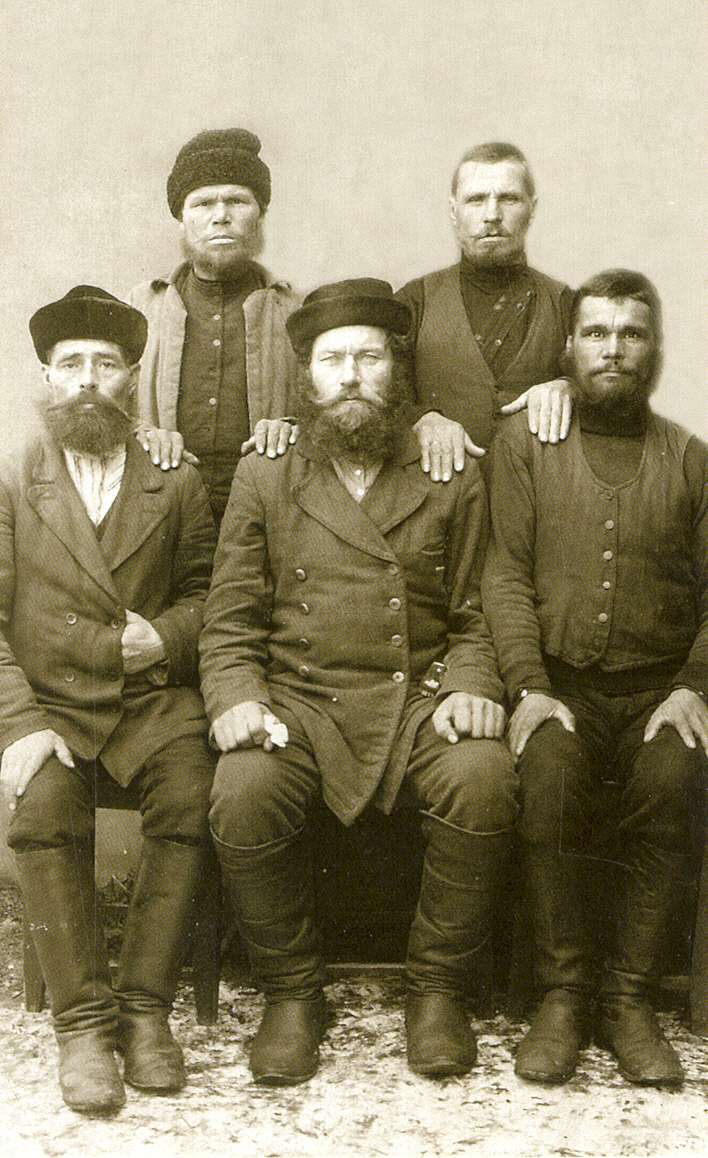
Pomory, foto anterior a 1917.

Los pomor (singular) o pomory (plural) (en ruso: поморы) son los colonos rusos y sus descendientes en la costa del mar Blanco. También es el término de autoidentificación para los descendientes de los colonos rusos (principalmente de Nóvgorod) en el Pomorie (Pomorir, Pomor'e o Norte Ruso), que viven en una región cuya frontera meridional se encuentra en la divisoria de aguas entre la cuenca del mar Blanco y las de los ríos que fluyen hacia el sur.

## Historia
Su nombre se deriva de pomorski (literalmente, «marítimos»), pobladores de la costa del mar Blanco (entre Onega y Kem), teniendo como raíz el proto-indoeuropeo more (море), que significa «mar». La misma raíz se hace evidente en el topónimo Pomerania —en polaco Pomorze, en alemán Pommern. 
Exploradores de Nóvgorod se internaron en el mar Blanco, ya en el siglo XII, a través de los estuarios de los ríos Dvina Septentrional y Onega y fundaron colonias en las costas de Bjarmaland. En los inicios de su colonización, su ciudad principal fue Jolmogory. Desde su base de Kola, exploraron la región de Barents y la península de Kola y se cree pudieron haber llegado a la isla de Spitzbergen (en el archipiélago de las Svalbard) y al archipiélago de Nueva Zembla. 

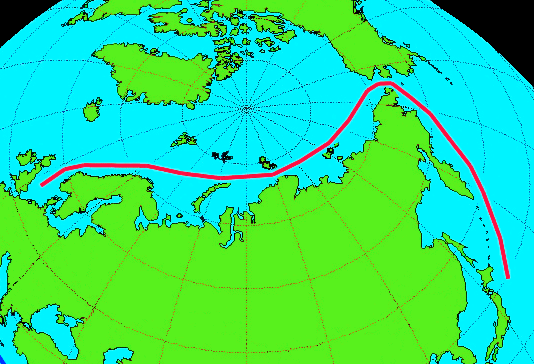
Ruta del Mar del Norte.

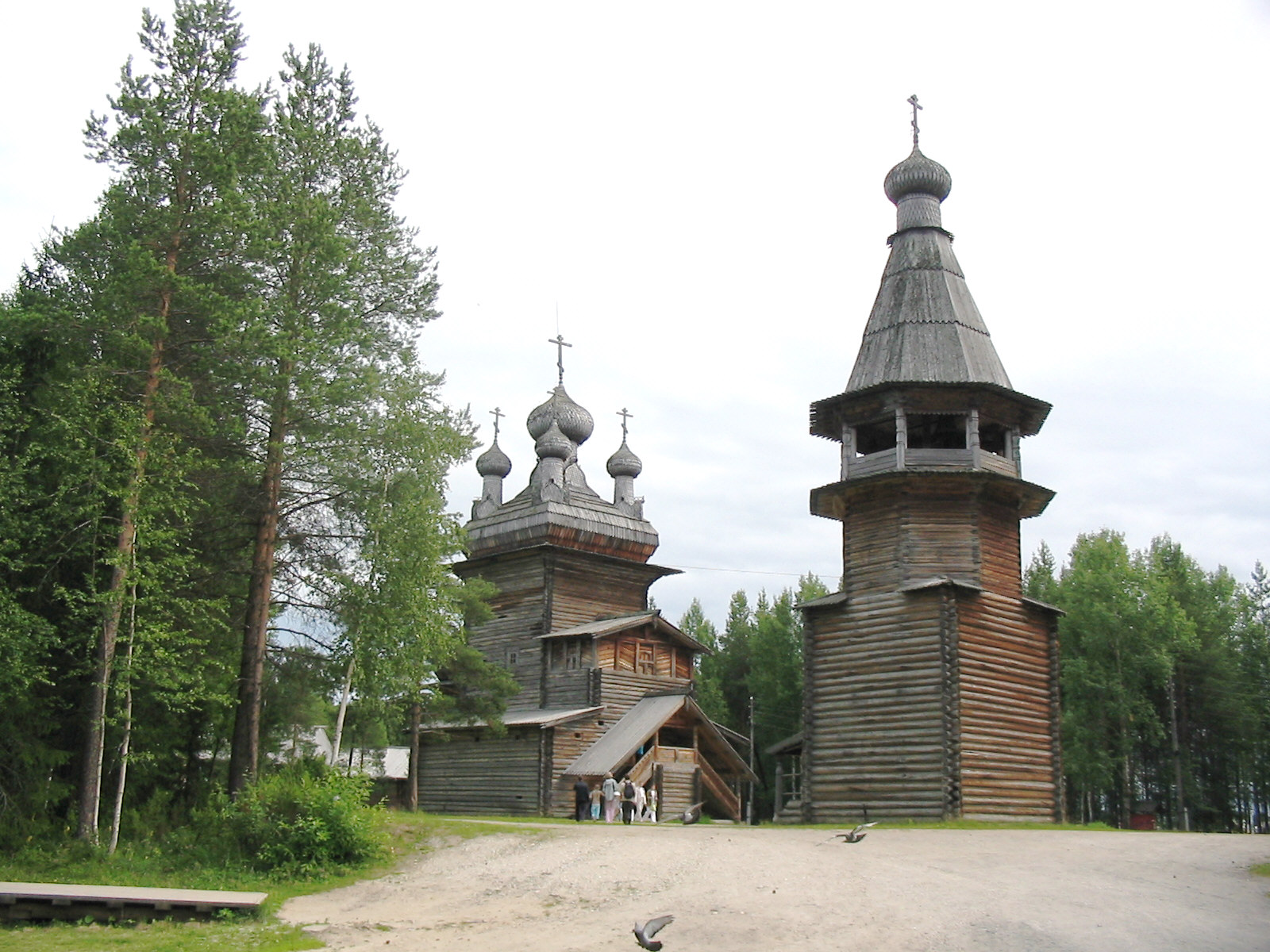
Málye Korely, un pueblo pomor del, a 28 km al este de Arcángel.

Las mujeres pomor pueden haberse vestido de esta manera. En esta foto de Serguéi Prokudin-Gorski se muestran jóvenes de Kirílov, al sur de Arcángel, ca. 1915.

Tiempo después los pomor descubrieron y mantuvieron una ruta hacia el oriente, entre Arcángel y Siberia, que sería el germen de la futura Ruta del Mar del Norte. Con sus barcos (koch), los pomor llegaron a las áreas más allá de los Urales de la Siberia septentrional, donde fundaron el asentamiento de Mangazeia, al este de la península de Yamal a principios del siglo XVI. Esto revirtió en el auge del puerto de Arcángel a finales del mismo siglo. Algunos autores especulan sobre la posibilidad de que los pomory hubieran fundado el aislado pueblo de Rúskoye Ustie, en el delta del río Indiguirka, en la Yakutia nororiental.
Entre el siglo XII y el XV Pomorie fue una colonia del Gran Nóvgorod. A principios del siglo XVI el Principado de Moscú se anexionó el área. En el siglo XVII la mayoría de la población consistía en campesinos libres. Una porción de la tierra pertenecía a los monasterios y a los mercaderes Stróganov. No había grandes terratenientes en Pomorie.
Así, el término pomory, que hacia referencia entre los siglos X y XII a la gente que vivía cerca del mar, acabó nombrando a gente que vivía bastante lejos del mismo en el siglo XV. El mar dejó de ser la parte principal de la economía de la región, que se extendía a prácticamente a todo el norte europeo, incluyendo las regiones de Múrmansk, Arcángel y Vólogda, y a las repúblicas de Karelia y Komi, a las que también se conocía como Pomorie.
El modo de vida tradicional de los pomory se basaba en el mar e incluía la caza de ballenas, la pesca y también la caza en tierra; en las regiones de tundra, tenían rebaños de renos. El comercio marítimo de cereales y pescado con la Noruega septentrional fue bastante intensivo, tanto que incluso se desarrolló una especie de lengua pidgin entre el ruso y el noruego —Moja på tvoja (o Russenorsk)— usado en la costa de Noruega norte entre 1750-1920.
Los pomor más famosos de la Edad Moderna son Mijaíl Lomonósov, Fedot Shubin (ambos nacidos cerca de Jolmogory), Semión Dezhniov y Yeroféi Jabárov (estos últimos nacidos en Veliki Ústiug).

## En la actualidad
En el censo ruso de 2002 fue posible escoger la opción de identificarse como pomor, como subgrupo de la etnia rusa. Se registró así un total de 6.571 personas pomor, 6.295 de las cuales viven en la óblast de Arcángel y 127 en la óblast de Múrmansk.
En línea con la dinámica rusa de amalgamar las regiones menos pobladas o más pobres en entidades más grandes, se ha propuesto una unión bajo el nombre de krai de Pomor que incluiría las óblasts de Arcángel y Múrmansk, la República Komi y el ókrug autónomo Yamalo-Nénets.

## Los pomortsy
Los pomory no deben ser confundidos con los pomortsy, miembros de un grupo de viejos creyentes que surgió en el norte de Rusia a finales del siglo XVII, y que desde entonces han creado pequeñas comunidades en Rusia y países próximos.